# Казъм Сити
Казъм Сити е научнофантастичен роман от 2001, написан от Алистър Рейнолдс. Действието се развива във вселената на Пространство на Откровенията.